# Izbrisani (Slovenija)
Izbrisani je naziv za stanovnike Slovenije, koje je Ministarstvo unutarnjih poslova 26. veljače 1992. nezakonito izbrisalo iz registra stalnih stanovnika. Kao rezultat toga, izgubili su svoj pravni status i povezana ekonomska, zdravstvena i socijalna prava. Za njih je na snagu stupio Zakon o strancima, pa su tretirani kao stranci koji ilegalno borave u Sloveniji. Među izbrisanima su i osobe rođene u Sloveniji.
Brisanje je zahvatilo 25,671 osoba, koje su imale jugoslavensko državljanstvo i obično također republičko državljanstvo jedne od drugih jugoslavenskih saveznih republika, ali imale prijavljeno prebivalište u Socijalističkoj Republici Sloveniji. Nakon neovisnosti Slovenije 25. lipnja 1991. godine, državljanstvo novoformirane Republike Slovenije dodijeljeno je stanovnicima s republičkim državljanstvom Socijalističke Republike Slovenije. Stanovnici koji su na dan odcjepljenja imali republičko državljanstvo drugih republika SFRJ i prebivalište u SR Sloveniji, imali su pravo podnijeti zahtjev za državljanstvo u roku od šest mjeseci.
Mnogi nisu stekli državljanstvo novonastale države, jer nisu bili obaviješteni da moraju steći novo državljanstvo i nisu predali zahtjev, ili zato što je njihov zahtjev odbijen ili je postupak zaustavljen. Zbog toga im je oduzet status stalnog boravka. Stalni boravak oduzele su im lokalne upravne vlasti prema središnjim internim uputama Ministarstva unutarnjih poslova pod vodstvom ministra Igora Bavčara i državnog tajnika Slavka Debelaka.
Dana 24. lipnja 1998., slovenski Ustavni sud presudio je da je brisanje protuustavno. Iznos naknade koju bi izbrisani trebali dobiti dugo je osporavan. 
Slovenija se zbog tog slučaja masovnog kršenja ljudskih prava našla pred Europskim sudom za ljudska prava u Strasbourgu, a mnogi problemi 'izbrisanih' aktualni su i danas. Do 2018. na sudovima je podneseno 346 tužbi, a riješeno ih je svega 12, dok je 'izbrisanima' u administrativnim postupcima dodijeljena odšteta od ukupno 26,5 milijuna eura.
Od 1999. godine doneseno je nekoliko važnih sudskih odluka i usvojeni su zakoni kojima su vraćena prava takozvanim „izbrisanim“ ljudima. Nakon višegodišnje kampanje za pravdu, mnogi od njih su od Slovenije dobili odštetu, a tisuće ljudi su ponovno dobili državljanstvo i dozvolu za boravak.